# Lenacay
Lenacay és un grup de música català, constituït com un projecte d'experimentació entre el flamenc i diferents llenguatges d'expressió musical, amb una forta presència de la música electrònica experimental. Ramón Giménez El Brujo i Dj Panko El Mago, dos dels components fundadors i membres més actius d'Ojos de Brujo, en són els fundadors del projecte. Es tracta d'una barreja de flamenc més antic amb bases seqüenciades, melodies de rumba, baixos funkys i ball flamenc.

## Discografia
- Yerel (2014) Kasba Music[2]